# Unité urbaine de Mirande
L'Unité urbaine de Mirande est une Unité urbaine française centrée sur la ville de Mirande.

## Caractéristiques
D'après la définition qu'en donne l'INSEE en 2010, l'Unité urbaine de Mirande est composée de 2 communes, toutes situées dans le Gers.
L'unité urbaine de Mirande appartient à l'aire urbaine de Mirande.

### Communes
Liste des communes appartenant à l'Unité urbaine de Mirande selon la nouvelle délimitation de 2010 et sa population municipale en 2010 (liste établie par ordre alphabétique) :
| Nom          | Code Insee | Département | Statut       | Superficie (km2) | Population (dernière pop. légale) | Densité (hab./km2) | Modifier                                    |
| ------------ | ---------- | ----------- | ------------ | ---------------- | --------------------------------- | ------------------ | ------------------------------------------- |
| Mirande      | 32256      | Gers        | ville-centre | 23,42            | 3 442 (2022)                      | 147                | modifier les données · modifier les données |
| Saint-Martin | 32389      | Gers        | banlieue     | 9,07             | 442 (2022)                        | 49                 | modifier les données · modifier les données |

## Évolution démographique
L'évolution démographique ci-dessous concerne l'unité urbaine selon le périmètre défini en 2010.
| 1968  | 1975  | 1982  | 1990  | 1999  | 2009  | 2014  | 2019  |
| ----- | ----- | ----- | ----- | ----- | ----- | ----- | ----- |
| 4 301 | 4 098 | 4 209 | 3 928 | 3 988 | 4 163 | 3 972 | 3 907 |

| 2022  | - | - | - | - | - | - | - |
| ----- | - | - | - | - | - | - | - |
| 3 884 | - | - | - | - | - | - | - |